# Akoasmen
Als Akoasmen (Elementarhalluzinationen, Einzahl: Akoasma; von altgriechisch ἀκοή ‚Gehör‘; laut Brockhaus entstellt aus griechisch akouasma ‚das Gehörte‘) werden non-verbale akustische Halluzinationen bezeichnet, die also nicht als Sprache wahrgenommen werden. Wie bei allen Halluzinationen fehlt eine entsprechende Reizquelle.

## Beschreibung
Es handelt sich um amorphe (ungestaltete), elementare Geräusche  wie Zischen, Klingeln, Knallen. Seltener sind konkretere Gehörtäuschungen wie Wasserrauschen, Glockengeläut oder Orgeltöne, Musik, Stöhnen, Seufzen o. ä.  Auch Lärm (Klirren, Schießen, Trommeln, Bellen, Heulen) kann wahrgenommen werden.
Wie auch beim Hören von Phonemen (Stimmen) können Akoasmen laut oder leise, nah oder von fern, aus der Außenwelt oder dem eigenen Körper („wie wenn ich ein kleines Männchen verschluckt hätte“) gehört werden. Im Lehrbuch von Eugen Bleuler werden Akoasmen als akustische Elementarhalluzinationen (wie Summtöne, Läuten) bezeichnet. Die Beeinflussung des Patienten durch Akoasmen ist geringer als durch Phoneme (Eugen Bleuler).
Im AMDP-System (System zur standardisierten Erfassung und Dokumentation eines psychopathologischen Befundes) finden sich Akoasmen unter „Sinnestäuschungen“ nach „Stimmenhören“ als „andere akustische Halluzinationen“.

## Vorkommen
Akoasmen können im Rahmen psychischer Erkrankungen (u. a. Schizophrenie) erlebt werden, treten aber auch während der epileptischen Aura oder im Alkoholentzug auf. Nach der Einteilung von Kurt Schneider zählen Akoasmen zu den Symptomen 2. Ranges der Schizophrenie. Im Rahmen einer Schizophrenie treten Akoasmen im Vergleich zum Stimmenhören jedoch seltener auf (26 %).

## Abgrenzung (Differentialdiagnose)
Beim häufigeren Hören von Stimmen (Phoneme) werden sprachliche Äußerungen gehört. Sie sind jedoch nicht immer verständlich, v. a. bei einsetzendem Behandlungserfolg.
Bei Illusionen bestehen reelle Reizquellen, die jedoch verkannt werden; z.B werden tatsächlich vorhandene Büsche als bedrohliche Gestalten wahrgenommen.
Akoasmen sind auch von Ohrgeräuschen abzugrenzen, denen eine Störung der Hörfunktion zu Grunde liegt (Tinnitus).

## Beispiel
„Ich höre immer ein Klicken im Kopf, und jedesmal werde ich intelligenter.“

## Diagnose
Akoasmen werden bei der psychiatrischen Untersuchung im Gespräch zwischen Arzt und  Patient erfragt. Wenn (wie meist) der Patient Halluzinationen nicht spontan berichtet, müssen sie explizit erfragt werden: z. B. „Hat sich in letzter Zeit Ihre Wahrnehmung irgendwie verändert?“ „Gab es vielleicht etwas, was Sie gehört haben, was eigentlich nicht sein kann (z. B. Geräusche, Töne)?“.
Das Realitätsurteil des Patienten ist wie bei anderen Halluzinationen eingeschränkt bis aufgehoben, oder, ist es ungestört, spricht man von Pseudohalluzinationen.

## Behandlung
Diese erfolgt im Rahmen der Behandlung der Grundkrankheit. Mit Zunahme des Behandlungserfolges werden die Akoasmen seltener, leiser und treten in den Hintergrund der Wahrnehmung des Patienten bis zum vollständigen Verschwinden.